# Caixa Seguridade
A Caixa Seguridade é uma empresa de seguros brasileira pertencente à Caixa Econômica Federal.

## História
A Caixa Econômica Federal começou a atuar no mercado de seguros em 1967, com a fundação da SASSE Companhia Nacional de Seguros Gerais, que tinha como acionistas a Caixa e a Funcef.
Em 1991, a SASSE passou a administrar também os seguros habitacionais da Caixa Econômica, promovendo maior visibilidade no mercado de seguros.
Em 2000, a SASSE passou a ser denominada de Caixa Seguros.
Em 2001, a seguradora francesa CNP Assurances adquiriu da Funcef 50,75% do capital social da Caixa Seguros e a Caixa estabeleceu uma parceria por um prazo de vinte anos com a CNP Assurances, que atua em seguros há mais de 150 anos, liderando o mercado francês. Em 2017, o acordo foi renovado. Entre 2019 e 2020, Caixa e CNP celebraram um novo acordo para a parceria estratégica nos ramos de vida, previdência e consórcio.
Em 2013, adquire 70% de participação na gaúcha Companhia de Seguros Previdência do Sul (Previsul) por R$ 70 milhões.
Em 2014, adquire o plano de saúde odontológico, a Tempo Dental, pertencente à Tempo Participações por R$ 133,6 milhões.
A Caixa Seguridade foi criada em 21 de maio de 2015, como uma subsidiária integral da Caixa Econômica Federal, com objetivo de consolidar, sob uma única sociedade, todas as atividades da companhia nos ramos de seguros, capitalização, previdência complementar aberta, consórcios, corretagem e atividades afins.
Em 2016, lança a seguradora 100% digital Youse.
Em 2020, firmou acordo com as seguradoras Tokio Marine (residencial), Icatu (capitalização) e Tempo (serviços assistenciais).
Em 2021, a Caixa Seguros passa a se chamar CNP Seguros Holding Brasil S.A.
Em 2022, vende suas participações em diversas empresas, incluindo Previsul e Odonto Empresas para a CNP.
A Caixa Seguridade possui o direito, outorgado pela Caixa Econômica, de explorar sua rede de distribuição e sua marca.

## Empresas do grupo
São subsidiárias integrais ou contém participação acionária indireta da Caixa Seguridadeː
- Caixa Holding Securitária (100%)
  - Caixa Residencial - XS3 Seguros (49,9%)
  - Caixa Capitalização - XS4 Capitalização (49,9%)
  - Too Seguros (49%)
  - PAN Corretora de Seguros (49%)
- Holding XS1 (49%)
  - Caixa Vida e Previdência (49%)
  - XS2 Vida & Previdência (49%)
- Caixa Consórcio - XS5 Administradora de Consórcios (49,9%)
- Caixa Assistência - XS6 Assistência (49,9%)
- Caixa Corretora (100%)
- CNP Seguros Holding Brasil (48,25%)
  - Caixa Saúde (48,25%)
  - Wiz Soluções e Corretagem de Seguros (12,06%)
  - Youse Assist (48,25%)
  - CNP Participações Securitárias Brasil (48,25%)
    - Caixa Seguradora (48,25%)
    - Youse Seguradora (48,25%)

Integram o Canal Bancassurance CAIXAː Caixa Vida e Previdência (seguros de vida e prestamista e de previdência complementar); Caixa Residencial (seguros habitacional e residencial); Caixa Capitalização (ramo de capitalização); Caixa Consórcio (ramo de consórcio); Caixa Assistência (e serviços assistenciais); Caixa Corretora (serviços de corretagem).

## Abertura de capital
Em 29 de abril de 2021, a Caixa Seguridade estreou na Bolsa de Valores de São Paulo (B3), captando R$ 5 bilhões em uma oferta inicial de ações (IPO). Foram ofertadas 450 milhões de ações e mais um lote suplementar de 67,5 milhões de ações, num total de 517,5 milhões de ações, sendo a maior IPO do ano.